# کریستن کورلی
کریستن کورلی (به انگلیسی: Kristen Caverly) (زادهٔ ۲۰ سپتامبر ۱۹۸۴) شناگر اهل ایالات متحده آمریکا است.